# Micropisa
Micropisa is een geslacht van kreeftachtigen uit de klasse van de Malacostraca (hogere kreeftachtigen).

## Soort
- Micropisa ovata Stimpson, 1858